# Pantaló de butxaques

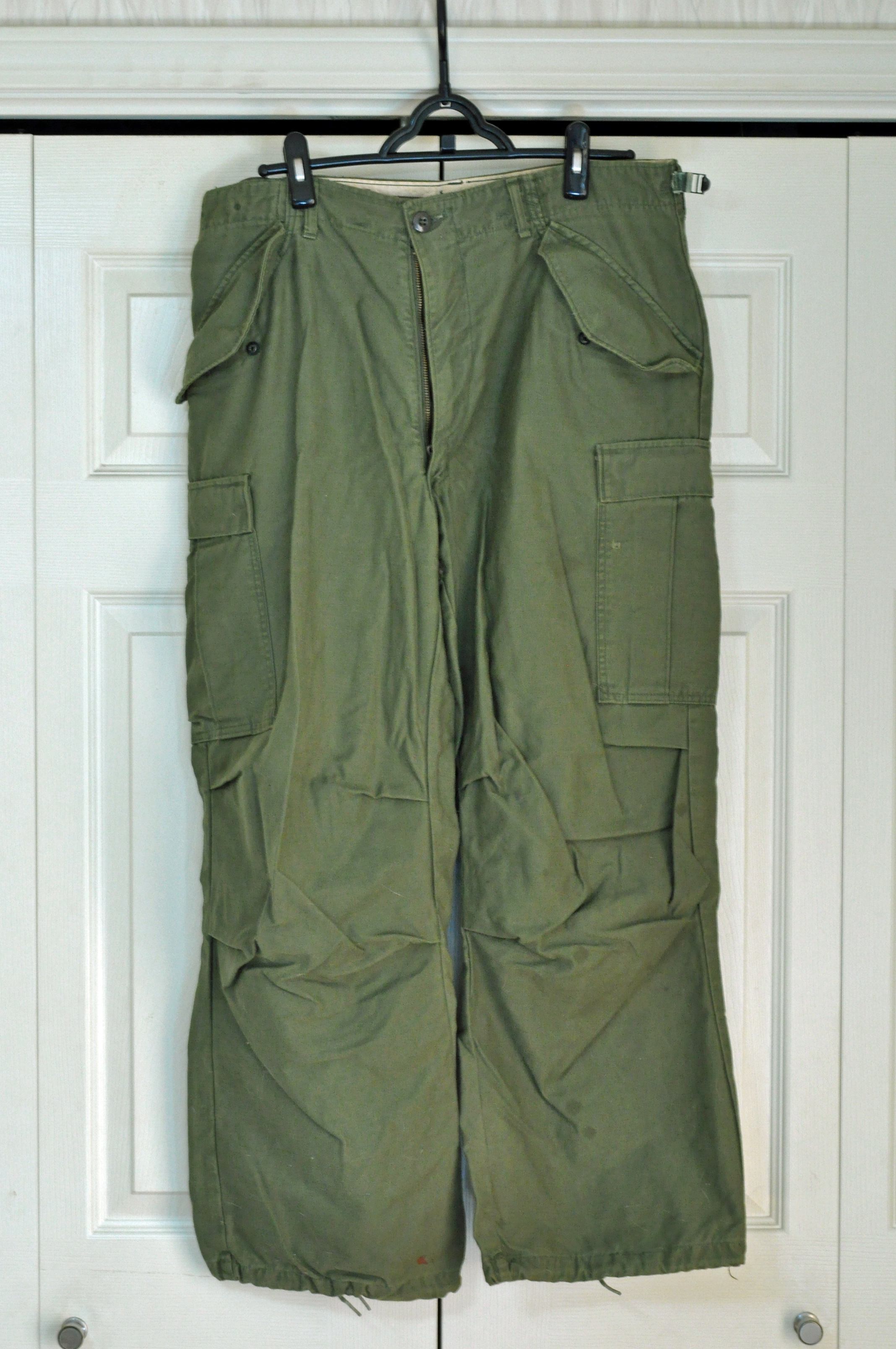
Pantalons multibutxaca

Els pantalons de butxaques de vegades anomenat pantalons cargo o pantalons multibutxaques són uns pantalons llargs i recte, militar o civil, folgat, en roba resistent, i dotat de moltes butxaques, de manxa i amb plecs o sense. Les butxaques solen tenir una tapeta recta o apuntada, que es tanca mitjançant botons, cremallera, fermall de pressió o veta adherent. Sovint la cintura, aplicada, duu travetes ben grosses, i pot incloure trinxes per a ajustar la talla; la bragueta pot tancar amb cremallera o com les tapetes. Els baixos se solen estrènyer mitjançant botó o vetes, o bé duen elàstic incorporat.
És un disseny d'interès militar o professional amb confecció robusta per a resistir les dures condicions de campanya; grans butxaques per a tenir a l'abast els objectes personals, i eventualment aprofitables per a dur els carregadors voluminosos actuals; grans travetes per a passar-hi el cinturó gruixut de les cingles; baixos ajustables o elàstics per tal de garantir la subjecció dins les botes de mitja canya; etc.

## Denominació
La denominació pantalons de butxaques (com l'equivalent anglès cargo pants) és d'origen civil, fa part de l'indumentària professional o de moda. Al món militar aquest pantaló no té nom específic altre que el de funció: els models militars es designen oficialment amb l'equivalent de pantaló de campanya, pantaló de diari o, simplement, pantaló [de l'uniforme número X]. Al món civil també se li apliquen altres noms, però genèrics i imprecisos (com ara pantaló militar i pantaló de campanya).

## Història

### Naixença: elbattledress
Els pantalons de butxaques sorgiren el 1938 com a peça inferior del battledress britànic caqui (battledress trousers), model d'uniforme que fou adoptat immediatament pels altres exèrcits de la Commonwealth, i durant la Segona Guerra Mundial imitat per l'exèrcit nord-americà. Els primers models duien una única butxaca de càrrega frontal, al camal esquerre. Aquesta butxaca havia de compensar la pèrdua quan es va adoptar la caçadora en substitució de la guerrera. Aquesta butxaca no es desplaçà al costat del camal (com sempre a l'esquerre) fins als anys cinquanta (el 1949, en el cas del Regne Unit).

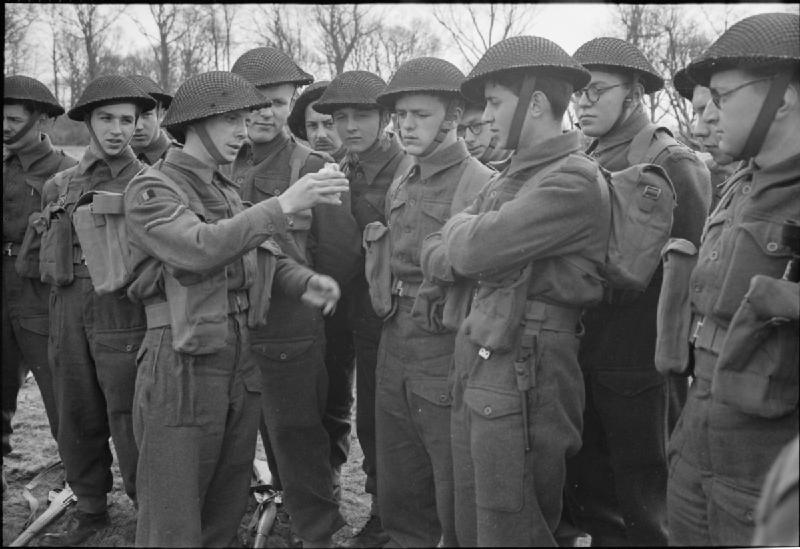
Soldats britànics en battledress, incloent-hi els pantalons multibutxaca, primer model de la història

Els battledress trousers britànics encunyaren la pauta a partir de la qual es desenvoluparien tot seguit els cargo trousers nord-americans.

### Configuració definitiva: Estats Units
En efecte, fou a l'exèrcit estatunidenc on es definí la configuració actual del pantaló multibutxaca, és a dir, amb una gran butxaca de manxa (cargo pocket) al lateral (i no al frontal) de cadascun dels camals (i no tan sols de l'esquerre). El primer model d'aquest tipus fou el de paracaigudista estatunidenc de 1941 (parachute jumpers trousers), caqui (de fet, olive drab no. 3), encara reformat el 1942 per a ampliar les dimensions de les butxaques.

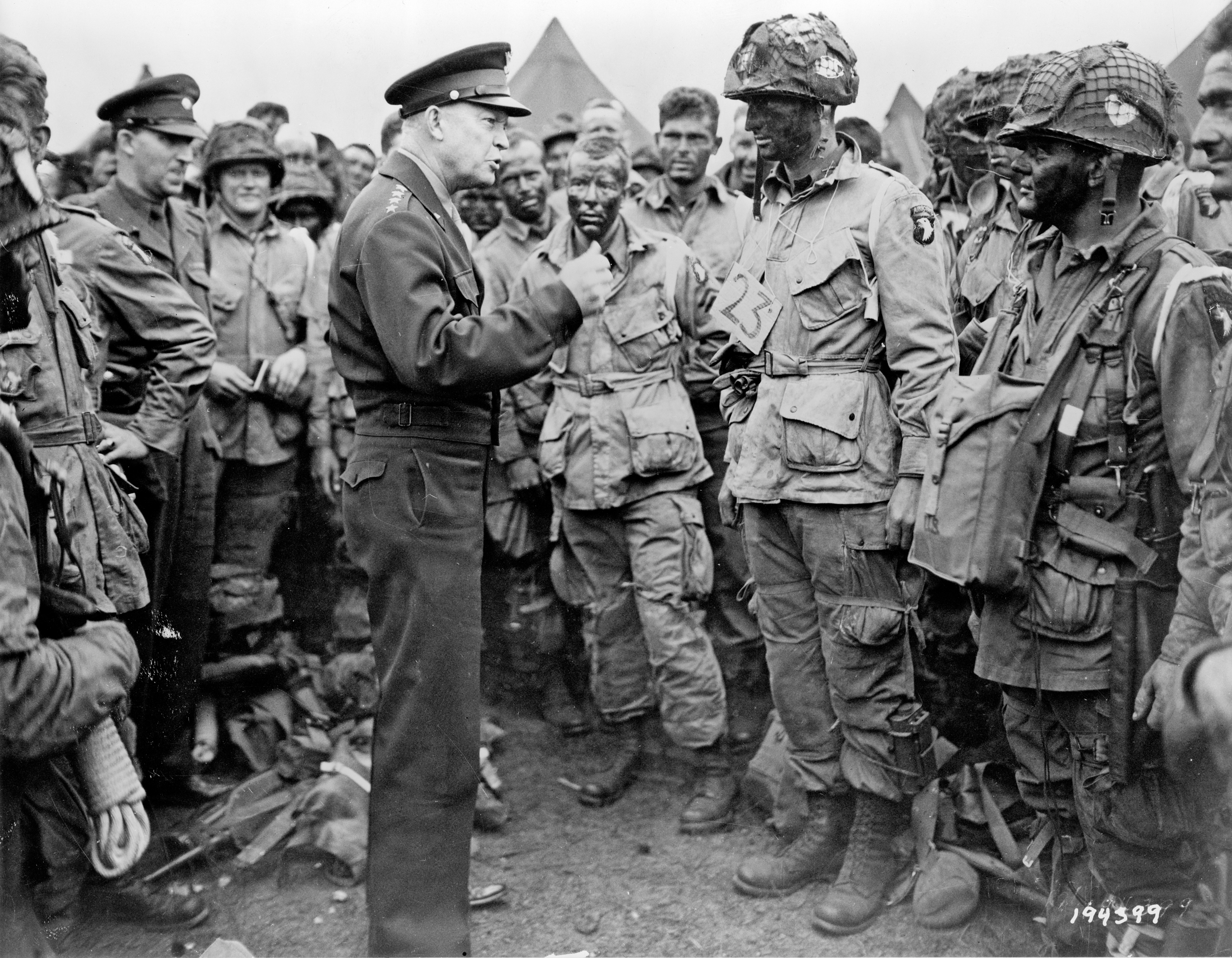
Paracaigudistes estatunidencs amb l'uniforme 1941/42, incloent-hi pantalons multibutxaca, el primer model a dur butxaques de càrrega ja laterals, i en cada camal

Per al gruix de l'exèrcit estatunidenc el pantaló multibutxaca --un cop més amb butxaca de càrrega a cada camal-- apareix el 1942 com a part de l'uniforme de feineig, el qual sovint, en la pràctica, s'usava en campanya en medis calorosos (sobretot al Pacífic).
D'ençà la introducció de l'uniforme de campanya m. 1951, ja en verd oliva, els pantalons de campanya de tot l'exèrcit estatunidenc passen a ésser multibutxaca ja oficialment, fins i tot en les versions hivernals.

### Internacionalització de la configuració britànica
A partir de la segona postguerra mundial, la imitació generalitzada del battledress britànic per a campanya i diari comportà l'adopció dels pantalons multibutxaca en la majoria d'exèrcits del món.

### Implantació universal de la configuració estatunidenca
Al llarg de la dècada de 1950, per motius pràctics i, també, a causa del prestigi dels EUA, en la majoria d'exèrcits del món capitalista --tercer món inclòs-- els pantalons multibutxaca de tipus estatunidenc (dues butxaques laterals) anaren desplaçant els d'estil britànic (una butxaca lateral), sovint començant per les tropes d'elit i més endavant generalitzant-los a tot l'exèrcit.
La tendència s'imposà també entre la majoria d'exèrcits del Pacte de Varsòvia entre el mateix període i inicis dels anys seixanta, excepció feta de l'URSS, que no faria el pas fins als anys vuitanta.

## Actualitat
Avui dia, i almenys des de la primeria dels anys seixanta, el pantaló de butxaques és el pantaló militar per excel·lència, tant en diari com en campanya. Es duu sempre en combinació amb botes de mitja canya i, per norma general, amb jaqueta de campanya, o bé en mànigues de camisa (també, en cas de calor extrema, es pot dur amb samarreta).

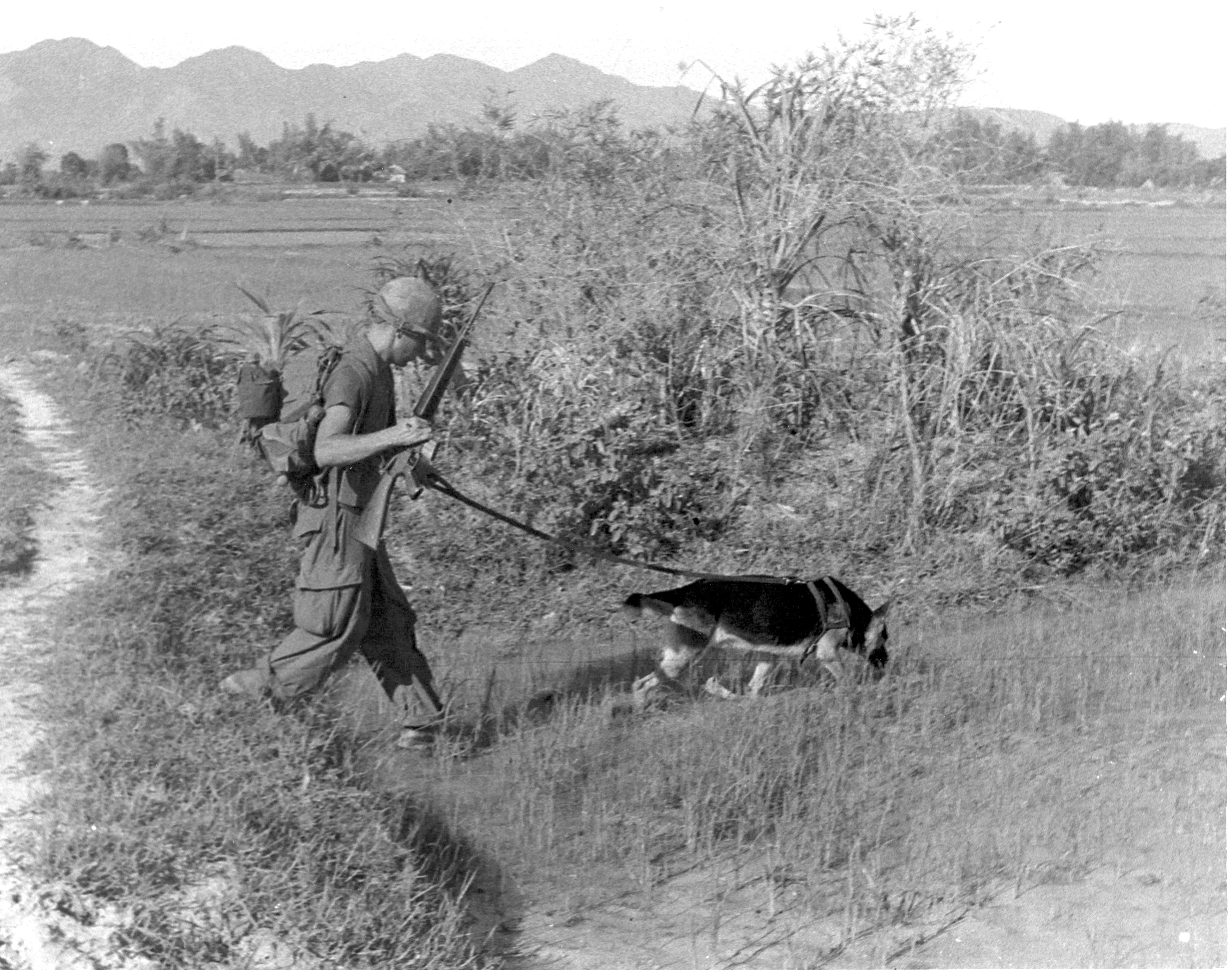
Soldat estatunidenc amb els pantalons multibutxaca de dotació (model 1963) durant la Guerra del Vietnam

El model considerat com a clàssic o referencial és l'estatunidenc tropical de 1963 (M. 1963 tropical combat trousers), amb tres variants successives (1963, 1964 i 1966), entre les quals destaca la darrera i definitiva. El seu disseny fou copiat en l'uniforme BDU en woodland (1981), nou uniforme d'entretemps substitut del m. 1951; i per això avui dia aquest estil de pantaló es coneix sovint com a BDU pants ('pantalons BDU').
També és molt prestigiós el model alemany de 1963 en molesquí verd oliva (1963 Arbeitshose, després reclassificat com a Feldhose), en el disseny del qual es basa el seu substitut, m. 1990, en patró Flecktarn.

## Ús civil com a article de moda
Els pantalons de butxaques, en models militars originals o en imitacions comercials, són força populars en la moda civil per motius estètics i per comoditat. Es fan servir arreu, en la caça i activitats esportives en general, i també com a indumentària de lleure informal, combinat amb qualsevol calçat. Els models civils es presenten en una àmplia gamma de colors, si bé tenen més acceptació els tons típicament militars, com el caqui, el verd oliva i els mimètics. També se'n fan en versió de pantaló curt com unes bermudes amb grans butxaques laterals i posteriors; i fins i tot hi ha models llargs amb camal inferior separable, convertibles així en curts.
Els models civils imiten la majoria de detalls dels originals militars per motius sobretot estètics, tot i que la practicitat de les butxaques és força apreciada.